# Paul Leverkuehn

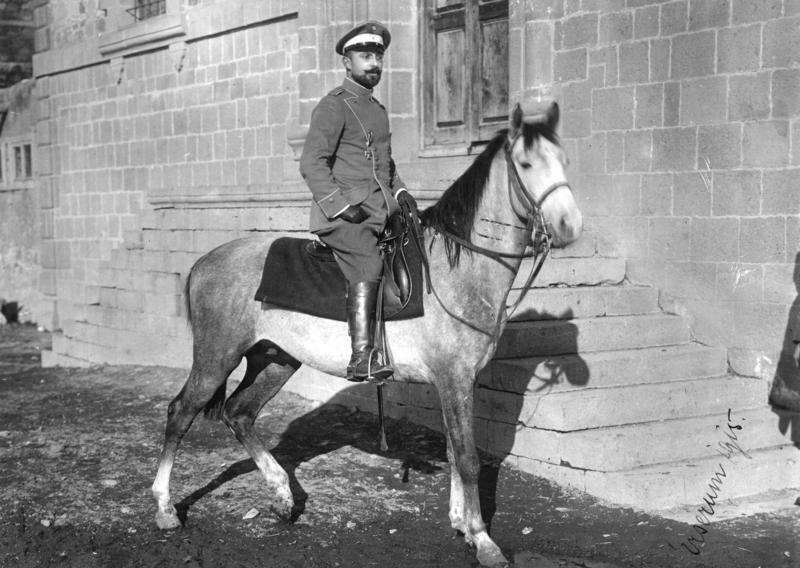
Paul Leverkuehn, 1915 in Erzurum

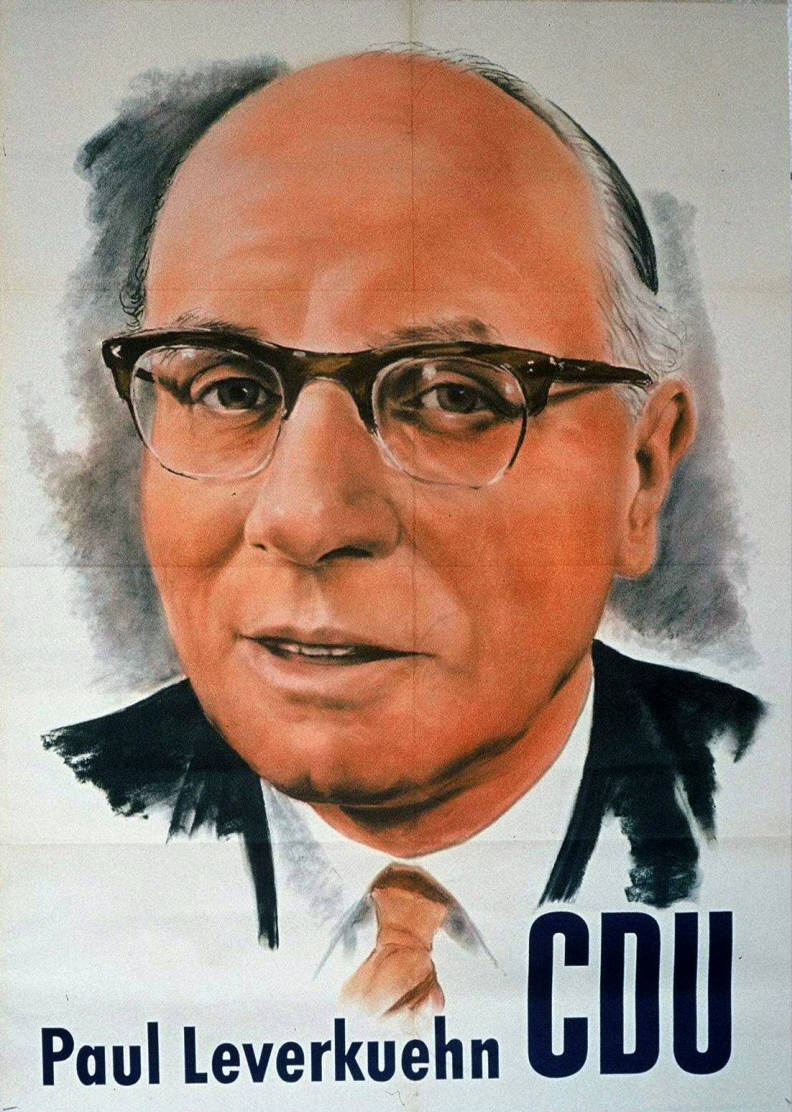
Paul Leverkuehn auf einem Wahlplakat zur Bundestagswahl 1957

Paul Leverkuehn (* 31. Juli 1893 in Lübeck; † 1. März 1960 in Hamburg) war ein deutscher Rechtsanwalt und Politiker der CDU.

## Leben und Beruf
Paul Leverkuehn war der zweite Sohn des Lübecker Amtsrichters August Leverkühn und seiner Frau Ida, geb. Struckmann, der Tochter des Hildesheimer Oberbürgermeisters Gustav Struckmann. Nach dem Abitur am Katharineum zu Lübeck studierte er Rechtswissenschaften an den Universitäten Edinburgh, Freiburg im Breisgau, München, Berlin, Königsberg und Göttingen.
Bei Ausbruch des Ersten Weltkriegs trat er gemeinsam mit seinem Bruder Karl Gustav (1892–1918) kriegsfreiwillig in das Königlich Bayerische 7. Chevaulegers-Regiment „Prinz Alfons“ in Straubing ein. 1915/16 waren die Brüder im Auftrag des Auswärtigen Amtes unter dem Kommando von Max Erwin von Scheubner-Richter an geheimen Aktionen im türkisch-persischen Grenzgebiet beteiligt. Nachdem sie die von dort mitgebrachte Malaria in Lübeck auskuriert hatten, war Paul Leverkuehn ab 1917, wiederum unter von Scheubner-Richter, Presseoffizier beim Generaloberkommando in Riga.
Nach Kriegsende schloss er das Jurastudium ab, absolvierte das Referendariat in seiner Heimatstadt Lübeck und wurde 1922 in Göttingen mit einer Dissertation über Trusts und Kartelle im Rechtsleben Englands, Amerikas und Deutschlands zum Dr. jur. promoviert. Anschließend war er zunächst für ein Jahr Referent beim deutsch-englischen Schiedsgericht und bei der „Amerikastelle“ des Auswärtigen Amtes. Von 1923 bis 1925 war er in Washington D.C. Referent der deutsch-amerikanischen gemischten Kommission, ehe er bis 1928 in New York City als Bankier tätig war. 1928 wechselte er zur deutschen Botschaft in Washington, wo er sich als Reichskommissar um die Freigabe beschlagnahmten deutschen Vermögens kümmerte. 1930 kehrte er nach Deutschland zurück und ließ sich als Rechtsanwalt in Berlin nieder. 1933 trennte er sich von seinem jüdischen Sozius Simon Wolf. 1934/35 verbrachte Adam von Trott zu Solz einen Teil seiner Referendarzeit in seiner Kanzlei, 1938/39 arbeitete Helmuth James von Moltke bei ihm. Ab 1938 vertrat er als Anwalt zusammen mit Kurt Vermehren über 20 Jahre lang Anna Anderson bei ihren letztlich vergeblichen Versuchen, ihren Anspruch, die Zarentochter Anastasia zu sein, gerichtlich durchzusetzen. Am 31. Dezember 1937 beantragte er die Aufnahme in die NSDAP und wurde rückwirkend zum 1. Mai desselben Jahres aufgenommen (Mitgliedsnummer 5.847.748).
1939 wurde er kurzzeitig zur Wehrmacht einberufen, aber schon ein Jahr später vom Auswärtigen Amt als Konsul in Täbris (Persien) eingesetzt. Von 1941 bis 1944 war Leverkuehn, der über den deutschen Abwehrchef Wilhelm Canaris Kontakte zum Widerstand hatte, dann Chef der deutschen Abwehr in Istanbul. Als er Anfang 1942 vom gegnerischen MI 6 wegen Verhaftungen von deutschen V-Leuten bloßgestellt und damit praktisch der ganze deutsche Nachrichtendienst in der Türkei zerschlagen war, wurde ohne sein Wissen Herbert Rittlinger sein Nachfolger. Leverkuehn blieb aber offiziell noch Chef der deutschen Abwehr, um die Tarnung seines Nachfolgers Rittlinger nicht zu gefährden. Angeblich soll Leverkuehn davon nie gewusst haben. Nachdem er 1944 abberufen wurde, war er bis Kriegsende Vorstandsbevollmächtigter der Deutschen Waffen- und Munitionsfabriken AG (DWM).
Nach dem Zweiten Weltkrieg arbeitete Leverkuehn als Rechtsanwalt in Hamburg, wechselte aber bereits 1946 für ein Jahr zur Reichsbankleitstelle Hamburg. 1948/49 war er Strafverteidiger von Walter Warlimont im OKW-Prozess, dem zwölften der Nürnberger Nachfolgeprozesse. Auch am Manstein-Prozess in der britischen Zone war er als Verteidiger beteiligt. Von 1951 bis 1953 gehörte er der deutschen Delegation der Londoner Schuldenkonferenz an. Anfang Mai 1954 wurde er trotz der Gegenkandidatur von Franz Josef Strauß zum Präsidenten der Europa-Union Deutschland gewählt, trat allerdings bereits im September wieder vom Amt zurück, nachdem er einen schweren Autounfall erlitten hatte. Von 1957 bis zu seinem Tode war er als Präsident des Instituts für Asienkunde in Hamburg tätig.

## Abgeordneter
Leverkuehn gehörte dem Deutschen Bundestag von 1953 bis zu seinem Tode an. Gleichzeitig war er auch stellvertretendes Mitglied im Verteidigungsausschuss des Deutschen Bundestages sowie von 1954 bis 1960 Mitglied der Parlamentarischen Versammlung des Europarates. Bei den Haushaltsberatungen für 1956 gelang es ihm im Bundestag, gemeinsam mit dem SPD-Abgeordneten Hellmut Kalbitzer, den Haushaltsansatz zur „Förderung wirtschaftlich unterentwickelter Länder“ von 3,5 auf 50 Millionen DM zu erhöhen.
Vom 27. Februar 1958 bis zum 4. November 1959 war er auch Mitglied des Europaparlaments. Er war dort 1959 Vorsitzender des Geschäftsordnungsausschusses.

## Ehrenämter
Von 1949 bis 1954 war Leverkuehn Landesvorsitzender der Europa-Union in Hamburg. Ebenfalls 1949 wurde er bis zu seinem Tode Vorsitzender der „Studiengesellschaft für privatrechtliche Auslandsinteressen“.

## Ehrungen
- 1953: Großes Verdienstkreuz der Bundesrepublik Deutschland

## Veröffentlichungen
- Posten auf Ewiger Wache. Aus dem abenteuerlichen Leben des Max von Scheubner-Richter. Essener Verlagsanstalt, Essen, 1938 (Redaktion Erik Reger).
- Geschichte der Vereinigten Staaten von Amerika. Christian Wegner Verlag, Hamburg, 1947.
- Wirtschaftliche Bestimmungen in Friedensverträgen. Rechts- und Staatswissenschaftlicher Verlag, Hamburg, 1948 (Herausgeber).
- German Military Intelligence. Weidenfeld & Nicholson, London 1954. (deutsch: Der geheime Nachrichtendienst der deutschen Wehrmacht im Kriege. Bernard & Graefe, Frankfurt am Main, 1957).